# Indochina Franceză
Indochina franceză (în franceză Indochine française; în khmeră  សហភាពឥណ្ឌូចិន, în vietnameză Đông Dương thuộc Pháp, sau Đông Pháp), oficial cunoscută ca Federația Indochineză (în franceză Fédération indochinoise), a făcut parte din Imperiul colonial francez în Asia de sud-est. Era formată din federația a trei regiuni vietnameze — Tonkin (în limba vietnameză Đông Kinh, Capitala de Est), Annam (fr/en) (Sudul liniștit), Cochinchina  (din Giao Chi, numele dat de chinezi Vietnamului pe vremea dominației chinezești) — Laos și Cambodgia, denumită simplu Indochina (a nu se confunda cu peninsula Indochina, care cuprinde toate țările situate între China și India, incluzându-se aici Birmania, Siam-ul și o parte din Malaezia).

Expansiunea franceză în Indochina (cu violet)

Laosul a fost adăugat în anul 1893 și Guangzhou Wan (fr/en) în 1900. În 1902 capitala a fost mutată din Saigon (în Cochinchina) în Hanoi (Tonkin), apoi, între 1939-1945, la Da Lat (Annam) și ulterior din nou la Hanoi. 
După cucerirea Franței de către Germania Nazistă în timpul celui de-al Doilea Război Mondial, colonia a fost administrată de Guvernul de la Vichy și, între martie-august 1945 a fost complet sub control japonez. Începând cu mai 1941, membrii Viet Minh, conduși de Ho Și Min, s-au revoltat împotriva dominației franceze în revolta cunoscută sub numele de Primul Război din Indochina. Siam a devenit Thailanda în 1939, numele său fiind dat de populația Thai. Populația colonială franceză în 1940 (prezența cea mai mare) era de numai de 34 000 de persoane (față, de exemplu Algeria, unde erau în jur de un milion de europeni față de 9 milioane de algerieni în 1954).
Vietnamul de Sud, anticomunist, cu capitala la Saigon, și-a câștigat independența în 1949 și era condus de fostul împărat Bao Dai. După acordul de la Geneva din 1954 Viet Minh a primit conducerea Vietnamului de Nord, pe când guvernul lui Bao Dai a continuat să conducă Vietnamul de Sud.